# Veteranenmedaille
De Veteranenmedaille werd op 16 april 1771 door Lodewijk XV van Frankrijk ingesteld. De officiële naam was médaillon des Deux épées maar de medaille is bekend geworden als médaillon de Vétérance.
Het initiatief voor de instelling van een dergelijke onderscheiding was uitgegaan van de minister van Oorlog, de Markies de Monteynard.
De onderscheiding was bestemd voor de onderofficieren en soldaten van de landmacht die niet voor de voor katholieken bestemde Orde van de Heilige Lodewijk en ook niet voor het voor protestantse militairen gedachte Militair Instituut in aanmerking kwamen. In het Frankrijk van de 18e eeuw was een ridderorde uitsluitend voor de officieren en edellieden, de officieren waren bijna allemaal van adel, gedacht. Op 26 mei 1771 werd vastgelegd dat ook de gardisten, officieel de "troupes de la Maison du Roi" genoemd voor het Médaillon de Vétérance in aanmerking kwamen. Op 25 december 1774 breidde de koning de kring van gerechtigden uit tot de matrozen en onderofficieren van de marine.
De medaille werd steeds met een "brevet", een diploma, uitgereikt.
De Franse regering koos ervoor om de deze onderscheiding niet als "medaille" te benoemen. De Franse overheid bleef ook toen het stoffen veteranenmedaillon al lang in een ovale metalen medaille was veranderd steeds van een "medaillon" spreken.

## Het brevet
Aan het bezit van de Médaillon des Deux-Épées, of de Vétérance, was steeds een officieel brevet verbonden.
De brevetten werden met zwarte inkt op perkament gedrukt. De persoonlijke gegevens werden met de hand ingevuld en de handtekeningen werden met ganzenveren gezet. De meest voorkomende formaten voor de brevetten zijn 29 millimeter bij 23 millimeter en 34 millimeter bij 27 millimeter. Voor persoonlijk gebruik werden ook duplicaten van papier gedrukt en ingevuld. Deze papieren diploma's zijn meestal groter dan de originele brevetten.
De tekst op het door de koninklijke Franse regering verstrekte brevet is door een brede druk versierde rand omkaderd. Op de rand zijn militaire attributen zoals trommels, gespen, vaandels, vlaggen, kratten, kanonnen, kanonslopen, tropheën en kurassen afgebeeld. Midden-boven is het Wapen van de Koning van Frankrijk, drie lelies op een gekroonde wereldbol, boven een wolkenformatie afgebeeld. In de Eerste Republiek werd het wapen van de afgezette koning vervangen door een portret van "Marianne", de Franse "Godin van de Vrijheid". Linksboven is het medaillon de Vétérance afgebeeld.
In een decreet van 28 brumaire van het jaar II werd voorgeschreven dat de oude brevetten met de nu verafschuwde symbolen van het Franse koningschap moest worden ingeleverd bij de autoriteiten van de hoofdstad van het departement waar de veteraan of militair woonde. Na het verstrekken van het duplicaat moest het origineel worden vernietigd. Dergelijke duplicaten zijn van papier en ze werden niet getekend. De autoriteit die de brevetten uitgaf was de Minister van Oorlog en die zetelde in Parijs. De authenticiteit werd bevestigd door een aantekening in de marge waarin de verantwoordelijke ambtenaar het brevet dateerde.
Het in januari 1791 vastgestelde nieuw getekende brevet van de eerste Republiek is versierd met een groot aantal militaire attributen waarbij de tekenaar voorwerpen uit de Romeinse oudheid zoals kurassen, helmen met pluimen en trofeeën en modern oorlogstuig zoals geschut, laadstokken en musketten met bajonet naast elkaar afbeelde. De personificatie van Frankrijk, Marianne, de Franse Godin van de Vrijheid droeg op deze tekening de Frygische muts, symbool van vrijgelaten slaven, op een speer. Zij houdt een tablet met de woorden "Liberté égalité" (vrijheid gelijkheid) vast met haar linkerhand. Het derde woord van de nationale leuze "Fraternité" (broederschap) ontbreekt. Naast de godin is een liggende leeuw afgebeeld. Uiteraard begint de tekst binnen dit versierde kader met de woorden "Au Nom de la République" en wordt de gedecoreerde aangeduid als "citoyen" (burger). De datering is die van de nieuw ingevoerde Franse revolutionaire kalender die met het "Jaar I" was begonnen. Het brevet is niet door een kunstenaar gesigneerd.
De autoriteiten kozen voor het duurzame perkament omdat de militair die met de Veteranenmedaille was gedecoreerd met dit document en met de gewaarmerkte kopieën de betaling van zijn soldij kon opeisen. Dat bleef ook na de Franse Revolutie het geval.
Aan de medaille was een eresoldij verbonden. Een gedecoreerde onderofficier ontving dagelijks 16 in plaats van 11 sous. Een soldaat ontving 10 sous in plaats van de gebruikelijke 6 sous. Omdat deze soldij in beginsel erg laag was was de aanvulling meer dan welkom.
Het ceremonieel van de uitreiking van de Veteranenmedaille begon met het uitreiken van het brevet door de commandant van het regiment of de oorlogsbodem waar de jubilerende militair dienstdeed. Pas na de overhandiging van het door de minister van Oorlog getekende document mocht de militair voor de tweede of derde maal de eed van trouw aan de koning afleggen. De militair die met de Veteranenmedaille werd onderscheiden moest ook zweren nooit in andere krijgsdienst te treden. In de 18e eeuw maakten de legers nog op grote schaal gebruik van in het buitenland geronselde en soms van een Duitse duodecimovorst gekochte soldaten. Het patriottische nationale leger is de vrucht van de Franse revolutie en de in 1790 voor het eerst in Frankrijk ingestelde algemene dienstplicht.
Het uitreiken van het geborduurde medaillon of de medaille geschiedde steeds na het afleggen van de voorgeschreven eed. De eed van trouw aan de koning werd na de bestorming van de Tuilleriën en het uitroepen van de Eerste Franse Republiek vervangen door een eed van trouw aan de natie.
Een koninklijke brevet op perkament zoals hiernaast is afgebeeld meet afhankelijk van de periode waarin het werd uitgegeven tussen 29 bij 23 millimeter en 34 bij 27 millimeter. De republikeinse kopie van een brevet is op papier gedrukt en meet 27,3 bij 34,7 millimeter.

## De versierselen
De eerste medaillons werden op 26 mei 1771 aan de gardisten, de "troupes de la maison du Roi" uitgereikt. Dat gebeurde op plechtige wijze door de commandant voor de voor een parade aangetreden troepen. De gedecoreerde ontving ook een diploma. Hij moest zijn eed van trouw aan de koning hernieuwen en zweren "nooit in vreemde krijgsdienst te gaan".
Men kwam na 24 jaar dienst voor de medaille in aanmerking. Na 48 jaar ontving men een tweede medaille en de nog onder Lodewijk XIV geboren en tijdens de regering van Napoleon I gestorven veteraan Jean Thurel, 1699-1807 bijgenaamd "Le vétéran centenaire" ontving voor zijn 62 dienstjaren een derde medaille.
- Het oorspronkelijke ovale medaillon was van helemaal van textiel en werd geborduurd op rode zijde of rood linnen. Dit versiersel werd op de linkerborst van het uniform gestikt. Het was versierd met twee met een rood lint[3] samengebonden gekruiste opwaarts gerichte zwaarden. De veteranen van de marine droegen naast de twee zwaarden ook een klaar anker op het medaillon.
- Het tweede model was gedeeltelijk van metaal. De ovale verguld bronzen[4] lauwerkrans omhulde twee met een lint samengebonden gekruiste zwaarden op een achtergrond van rode stof. Ook dit medaillon werd vastgenaaid op de linkerborst. Een typisch exemplaar meet 66,35 bij 51,48 millimeter. Het is van metaal, stof en fijn leer waarmee de achterzijde is bedekt. In de metalen ring zijn boven en onder twee gaatjes aangebracht waarmee het versiersel kan worden bevestigd.
- Het derde model was van metaal. De ovale verguld bronzen[4] medaille was versierd met twee met een lint samengebonden gekruiste zwaarden op een rode achtergrond. De rand was met een gouden lauwerkrans versierd. Dit medaillon werd aan een rood lint op de linkerborst gedragen. Een veteraan met twee medaillons droeg deze twee aan elkaar gesoldeerd aan dat lint.
- In de periode vlak vóór de Franse revolutie van 1789 komt met steeds meer varianten van de Veteranenmedaille tegen. De medailles zijn vaak veel kleiner dan de oorspronkelijke versierselen zoals die door Lodewijk XV werden ingesteld. Een veteraan met twee medaillons droeg deze twee aan elkaar gesoldeerd aan een rood lint. Omdat de medaille niet met lelies, kronen of koninklijke monogrammen en andere symbolen van de Bourbons en het Franse koningschap was versierd kon de Veteranenmedaille ongewijzigd blijven bestaan in een periode waarin de symbolen van de gehate monarchie overal werden verwijderd of afgedekt.
- Het vijfde model was van metaal. De ovale verguld bronzen[4] medaille was versierd met twee met een rood lint samengebonden gekruiste zwaarden op een rode achtergrond. De rand was met een gouden lauwerkrans versierd. Dit medaillon werd aan een lint in de nationale kleuren rood-wit-blauw op de linkerborst gedragen. Een veteraan met twee medaillons droeg deze twee aan elkaar gesoldeerd aan dat lint.

Pierre-Lionel Ovigny maakt melding van veteranenmedailles waarvan de achtergrond wit was geëmailleerd. Deze werden aan een wit lint gedragen door matrozen en mariniers die de Franse koning de vereiste 24 jaar oftewel drie aaneengesloten perioden van acht jaar hadden gediend.

## De geschiedenis van de medaille

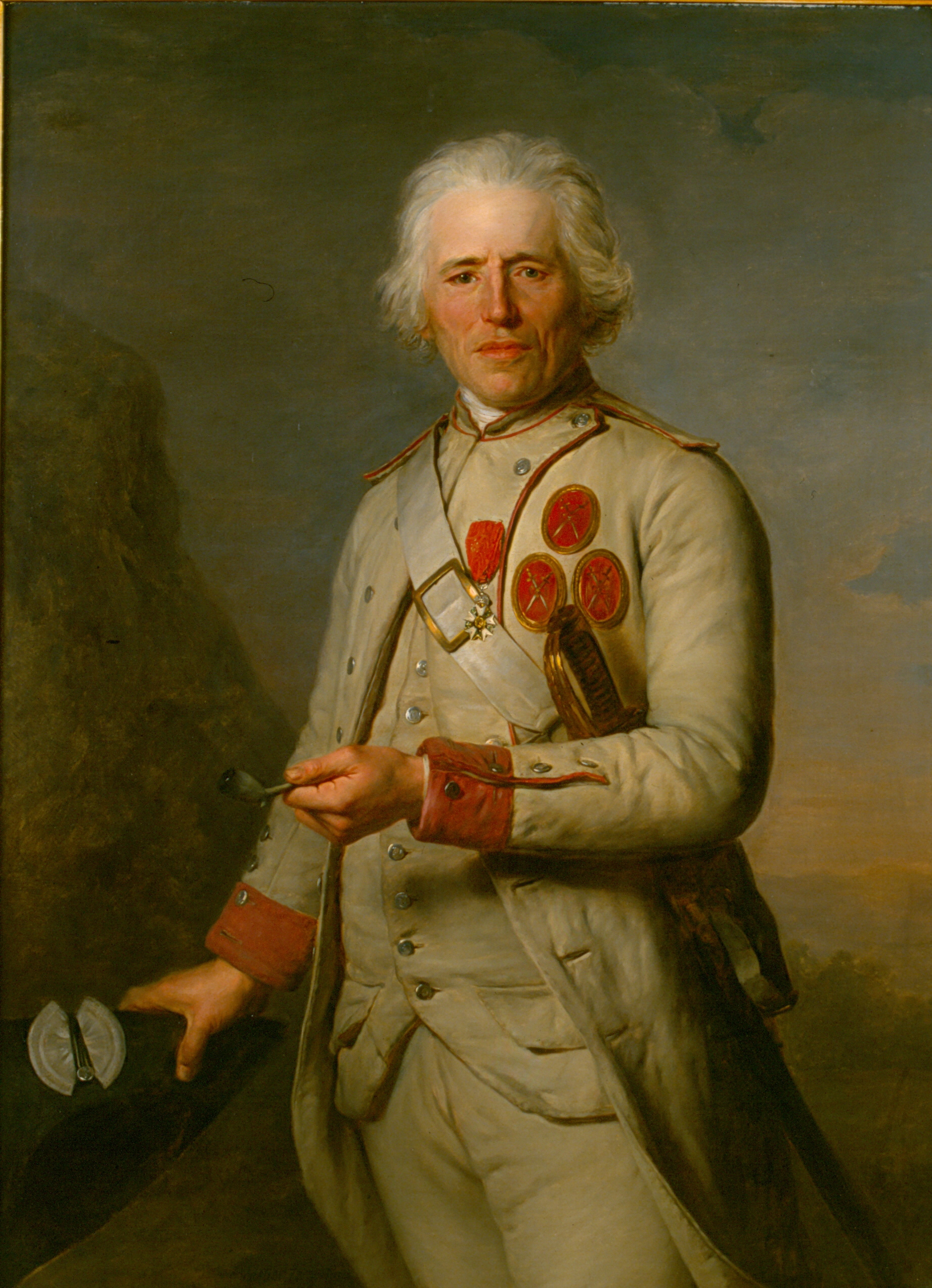
Jean Thurel in 1788 met drie pre-revolutionaire veteranenmedaillons. Het Legioen van Eer werd in 1804 bijgeschilder.

De Duc d'Aiguillon presenteerde Lodewijk XVI na de Franse overwinning in de Amerikaanse Onafhankelijkheidsoorlog een van de terugkerende militairen. Hij had al 72 jaar gediend en was als 12jarige in Franse dienst getreden. De jongen werd tamboer om zo zijn vader in het Franse leger te kunnen volgen. Als veteraan van campagnes onder Lodewijk XIV, Lodewijk XV en Lodewijk XVI had hij al die jaren in hetzelfde regiment gediend. Dat regiment had in al die jaren wel verschillende namen gedragen. De inmiddels 84jarige kreeg van Lodewijk XVI het kruis van de Orde van de Heilige Lodewijk en een gratificatie aangeboden. De veteraan bedankte voor deze eer. Hij behield liever zijn drie veteranenmedailles met het voorbehoud dat hij driemaal het daarbij behorende eresoldij zou ontvangen.
De naam van de bovengenoemde veteraan wordt niet genoemd. Zijn personalia komen niet precies overeen met die van Jean Thurel.
Als enige bij naam bekende Franse soldaat heeft Jean Thurel die in 1699 werd geboren driemaal een Veteranenmedaille gekregen. De eerste ontving hij in 1740, 24 jaar na zijn indiensttreding in 1716. De tweede ontving hij in 1764. Omdat het Franse leger geen pensioenleeftijd kende bleef Jean Thurel in dienst en in 1788 ontving hij als enige soldaat in de geschiedenis op inmiddels 89jarige leeftijd zijn derde Veteranenmedaille. De inmiddels ietwat voorbarig "vétéran centenaire" gedoopte veteraan werd dat jaar door Antoine Vestier (1699-1807) geschilderd. Op zijn borst draagt de oude man de drie veteranenmedaillons van het eerste model. In 1804 verleende Napoleon I de inmiddels 105-jarige het kruis van het Legioen van Eer. Op het portret van Vestier werd dit kruis alsnog toegevoegd aan Therels onderscheidingen door het versiersel op de borstpartij te schilderen.
De medaille werd door de Franse revolutionaire regering niet afgeschaft, zij deed dat wel met alle koninklijke ridderorden van het ancien régime. Zo schafte de Nationale Vergadering de Orde van de Heilige Lodewijk en het Militair Instituut af. Men waagde het niet om, in een zo onzekere toestand als die waarin Frankrijk destijds verkeerde, ook de bij de aan het front strijdende soldaten en onderofficieren populaire Veteranenmedaille met haar welkome aanvulling op de soldij af te schaffen. In het kader van de officieel voorgeschreven gelijkheid van alle Fransen werden nu ook de officieren onderscheiden met de veteranenmedaille. Het rode lint werd vervangen door een lint in de revolutionaire kleuren rood-wit-blauw. De revolutie werd gaandeweg radicaler en steeds meer op gelijkheid van alle Fransen gericht. Zo werden alle standsverschillen en blijken van adeldom zoals wapens verboden. De koninklijke ridderorden werden op 6 augustus 1791 afgeschaft. Een Decreet van 20 augustus 1793 verbood de burgers en burgers-soldaten het dragen van alle onderscheidingstekens. Voor de Veteranenmedaille had dit geen consequenties.
Na`1795 kwam een einde aan de verlening van de veteranenmedaille zonder dat deze officieel werd afgeschaft. In de gepubliceerde Franse wetten en regelgeving is nergens gepubliceerd dat de medaille werd afgeschaft of dat men de medaille niet langer zou uitreiken. Na de val van Napoleon heeft Lodewijk XVIII het Franse decoratiestelsel grondig herzien en daarbij medaille officieel voort laten bestaan maar ze werd na 1813 niet uitgereikt. Het gevolg was dat Frankrijk in de jaren tussen 1795 en 1852 in de praktijk geen onderscheiding voor langdurige militaire dienst door onderofficieren en soldaten kende. Het land liep daarmee opvallend uit de pas met de andere Europese landen die een dergelijke onderscheiding wél kenden.
Dat de medaille nog werd gedragen blijkt uit een Koninklijke Instructie van 5 mei 1824 waarin Lodewijk XVIII de Franse veteranen toestaat om ook in de toekomst hun Veteranenmedaille te blijven dragen.
Tijdens de regering van Napoleon I nam het Legioen van Eer dat ook aan soldaten en onderofficieren werd toegekend de plaats van de veteranenmedaille in. Het regime van de gerestaureerde Bourbonkoningen Lodewijk XVIII en Karel X verleende de herstelde Koninklijke en Militaire Orde van de Heilige Lodewijk als vanouds alleen aan de adellijke officieren. Het Legioen van Eer was in een gewijzigde vorm blijven bestaan maar ook deze onderscheiding werd onder hun bewind alleen aan officieren toegekend. Onder de burgerkoning Lodewijk Filips verdween de Orde van de Heilige Lodewijk maar ook hij verleende het Legioen van Eer alleen aan officieren.
Om het gemis aan een medaille voor de lagere rangen van de strijdkrachten goed te maken stelde Napoleon III in 1852 een Médaille militaire in.
Het Médaillon is een geliefd verzamelobject. Het Museum van het Legioen van Eer, het Museum Carnavalet en het legermuseum in het Hôtel des Invalides bezitten alle drie een verzameling van divers vormgegeven medaillons en medailles. Ook in het Museum van de Gendarmerie in Melun kunnen medaillons en medailles worden bezichtigd.

## Weblinks
- Geschichte des Médaillon des deux épées (frz.)
- Museum van het Legioen van Eer op [dode link]
- Varianten op